# Élections régionales tchèques de 2000
Les élections régionales tchèques de 2000 (en tchèque : Volby do zastupitelstev krajů v Česku 2000) se tiennent le 12 novembre 2000, afin d'élire les 675 représentants de 13 des 14 régions tchèques (Prague n'est pas concerné).